# 군사 전략
군사 전략(軍事戰略, 영어: military strategy)은 군사 편제가 원하는 전략적 목표를 추구하기 위해 실행하는 일련의 아이디어이다. 그리스어 단어인 스트라테고스에서 유래한 전략(strategy)이라는 용어는 18세기 처음 사용되었을 때, "장군의 기술" 또는 병력의 "배치 기술"이라는 좁은 의미로 사용되었으며, 전역의 계획 및 수행과 관련이 있다.
서양 현대 전략 연구의 아버지인 카를 폰 클라우제비츠(1780~1831)는 군사 전략을 "전쟁의 목적을 달성하기 위한 전투의 운용"으로 정의했다. 바실 헨리 리델 하트의 정의는 전투에 덜 강조를 두며, 전략을 "정책의 목적을 달성하기 위한 군사적 수단의 분배 및 적용 기술"로 정의했다. 따라서 둘 다 군사 목표보다 정치적 목표에 우선순위를 두었다.
손무(기원전 544~496년)는 종종 동양 군사 전략의 아버지로 여겨지며 중국, 일본, 한국, 베트남의 역사적, 현대적 전쟁 전술에 큰 영향을 미쳤다. 손무의 손자병법은 인기를 얻어 서방 세계에서도 실용적으로 사용되었다. 이 책은 문화, 정치, 그리고 사업을 포함하여 아시아, 유럽, 아메리카의 많은 경쟁적인 노력뿐만 아니라 현대전에도 계속 영향을 미치고 있다. 동양 군사 전략은 비대칭전과 기만에 더 초점을 맞춤으로써 서양 전략과 다르다. 차나키야의 아르타샤스트라 또한 인도와 아시아 역사에서 중요한 전략 및 정치 개론서였다.

## 기초
군사 전략은 무장한 적대 집단 간의 경쟁을 계획하고 실행하는 것이다. 이는 전쟁과 외교 정책의 하위 분야이자 국익을 확보하는 주요 도구이다. 그 관점은 특정 해상이나 전장에서 부대의 배치와 기동을 포함하는 군사 전술보다 더 넓지만, 국민 국가, 국가 연합, 국제 군사동맹과 같은 가장 큰 조직의 전반적인 전략이며 외교, 정보, 군사 및 경제 자원을 사용하는 대전략("국가 전략")보다는 덜 광범위하다. 군사 전략은 군사학의 원칙을 통해 개발된 인력, 장비 및 정보와 같은 군사 자원을 상대방의 자원에 대항하여 우위를 점하거나 상대방의 전투 의지를 약화시키는 것을 포함한다.
NATO의 전략 정의는 "국가적 목표 또는 국가 집단의 목표를 달성하기 위해 군사력이 어떻게 개발되고 적용되어야 하는지를 제시하는 것"이다. 제2차 세계 대전 대부분 기간 동안 제국참모총장이자 영미 연합 참모위원회의 공동 의장이었던 앨런브룩 자작 야전원수는 군사 전략의 기술을 다음과 같이 묘사했다. "정책 목표에서 달성해야 할 일련의 군사 목표를 도출하고, 이러한 목표를 달성하는 데 필요한 군사적 요구 사항과 전제 조건을 평가하며, 가용 및 잠재적 자원을 요구 사항과 비교하여 일관된 우선순위 패턴과 합리적인 행동 과정을 도표화하는 것." 버나드 몽고메리 야전원수는 "전략은 무장 병력과 보급품과 같은 군사적 수단을 정책의 목적을 달성하기 위해 분배하고 적용하는 기술이다. 전술은 실제 전투에서 군사 병력과 기술의 배치 및 통제를 의미한다. 요약하면, 전략은 전쟁을 수행하는 기술이며, 전술은 전투하는 기술이다."라고 요약했다.

### 배경
19세기 군사 전략은 여전히 전쟁 수행을 지배하는 "예술" 또는 "과학"의 삼학 중 하나로 간주되었다. 다른 두 가지는 전술, 즉 전투에서 계획의 실행과 병력 기동, 그리고 군수, 즉 군대의 유지를 의미한다. 이러한 관점은 로마 시대부터 만연했으며, 이 시기에 전략과 전술의 경계는 모호했으며, 때로는 결정의 분류가 거의 개인적인 의견의 문제였다. 카르노는 프랑스 혁명 전쟁 동안 단순히 병력 집중을 포함한다고 생각했다.
프랑스 정치가 조르주 클레망소가 "전쟁은 군인에게만 맡기기에는 너무 중요한 사업이다"라고 말했듯이, 이는 전쟁 수행에 있어서 국가 전체의 자원 관리를 포함하는 대전략의 개념을 탄생시켰다. 이 문제에 대해 클라우제비츠는 성공적인 군사 전략은 목적을 위한 수단이 될 수 있지만, 그 자체가 목적은 아니라고 언급했다.

## 원칙

기원전 100년경 킴브리족과 튜턴족의 로마인에 대한 기동전술에서의 군사적 계략.

많은 군사 전략가들은 성공적인 전략을 일련의 원칙으로 요약하려고 시도했다. 손무는 손자병법에서 13가지 원칙을 정의했으며, 나폴레옹은 115가지 격언을 나열했다. 남북 전쟁의 장군인 네이선 베드퍼드 포러스트는 단 한 가지 원칙만을 가지고 있었다. "가장 많은 병력으로 먼저 도착하는 것." 미국 육군 야전교범의 군사 작전(FM 3–0)에서 필수적이라고 제시된 개념은 다음과 같다.
- 목적의 원칙 (모든 군사 작전을 명확하고 결정적이며 달성 가능한 목표로 향하게 하라)
- 공세의 원칙 (주도권을 장악하고 유지하며 활용하라)
- 집중의 원칙 (결정적인 시간과 장소에 전투력을 집중하라)
- 전력 보존의 원칙 (부차적인 노력에 최소한의 필수 전투력을 할당하라)
- 기동의 원칙 (전투력의 유연한 적용을 통해 적을 불리한 위치에 놓이게 하라)
- 통일된 지휘의 원칙 (모든 목표에 대해 한 책임 있는 지휘관 아래서 노력의 통일을 보장하라)
- 보안의 원칙 (적이 예상치 못한 이점을 얻지 못하게 하라)
- 기습의 원칙 (적에게 준비되지 않은 시간, 장소, 또는 방식으로 타격하라)
- 단순성의 원칙 (철저한 이해를 보장하기 위해 명확하고 단순한 계획과 명확하고 간결한 명령을 준비하라)

그린과 암스트롱에 따르면, 일부 계획자들은 기본 원칙을 준수하는 것이 승리를 보장한다고 주장하는 반면, 다른 이들은 전쟁은 예측 불가능하며 전략가는 유연해야 한다고 주장한다. 또 다른 이들은 갈등에서 다른 편의 입장에서 상황을 본다면 예측 가능성이 높아질 수 있다고 주장한다.

## 발전

### 고대
군사 전략의 원칙은 적어도 기원전 500년 경 손무와 차나키야의 저작에서 나타났다. 알렉산드로스 대왕, 찬드라굽타 마우리아, 한니발, 진 시황제, 율리우스 카이사르, 제갈량, 할리드 이븐 알왈리드, 특히 키루스 2세의 전역은 전략적 계획과 이동을 보여준다.
초기 전략에는 섬멸 전략, 소모 전략, 소모전, 초토화 작전, 봉쇄, 유격전, 기만 및 페인트(feint)가 포함되었다. 독창성과 숙련도는 상상력, 합의, 기술에 의해서만 제한되었다. 전략가들은 끊임없이 발전하는 기술을 활용했다. "전략(strategy)"이라는 단어 자체는 그리스어 "στρατηγία"(strategia), "장군의 직책, 지휘, 장군직"에서 유래했으며, 이는 다시 "στρατηγός"(strategos), "군대의 지도자 또는 지휘관, 장군"에서 유래했으며, "στρατός"(stratos), "군대, 무리" + "ἀγός"(agos), "지도자, 수장"의 합성어이며, 이는 다시 "ἄγω"(ago), "이끌다"에서 유래했다.

### 중세
중국, 페르시아, 아랍, 동유럽 군대는 기동과 지속적인 공격을 통해 몽골인에 의해 압박을 받다가 붕괴되었고, 이후 추격과 포위로 섬멸되었다.

### 근세
1520년 니콜로 마키아벨리의 "군사학(Dell'arte della guerra)"은 시민과 군사 문제 사이의 관계 및 대전략의 형성을 다루었다. 30년 전쟁(1618-1648)에서 스웨덴의 구스타브 2세 아돌프는 신성 로마 제국 영토에서 그의 승리를 이끈 진보된 작전 전략을 보여주었다. 유럽에서 군사 전략이 본격적으로 연구된 것은 18세기까지 기다려야 했다. 이 단어는 1777년 요한 폰 부르샤이드가 레오 6세의 타크티카를 번역하면서 독일어 "Strategie"로 처음 사용되었다. 그 이후로 이 단어의 사용은 서구 전역으로 퍼져나갔다.

#### 워털루

워털루 전역 지도

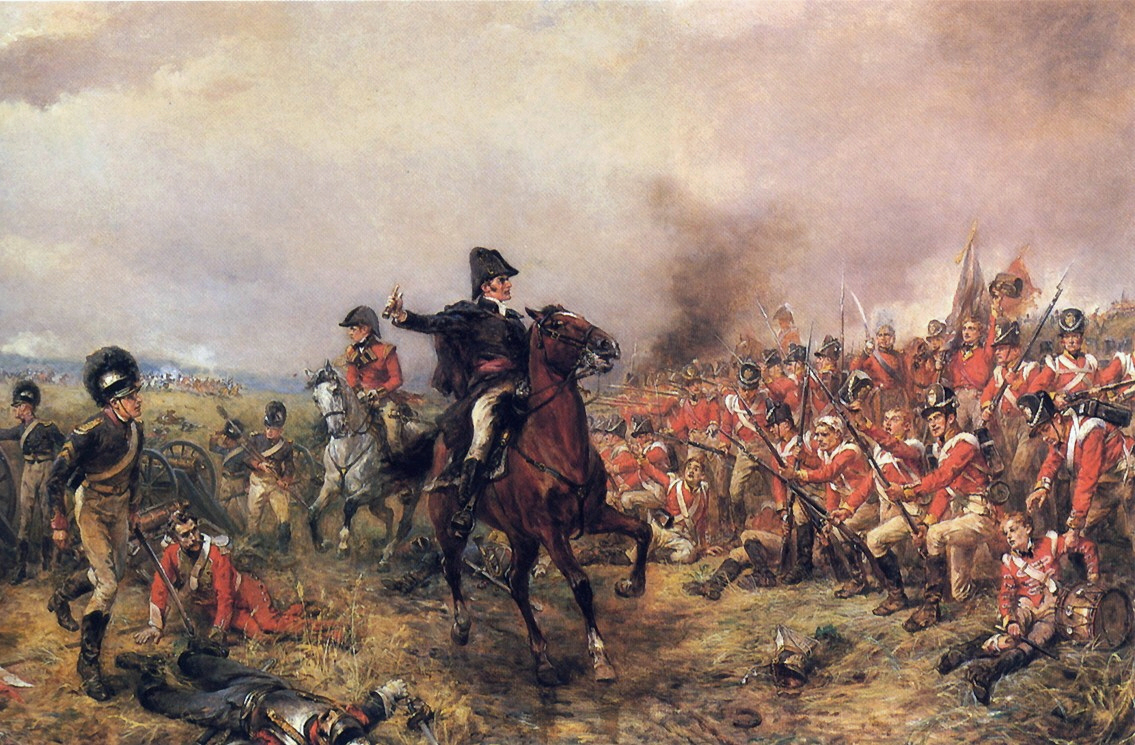
1815년 6월 18일, 로버트 알렉산더 힐링포드의 워털루 전투에서의 웰링턴의 19세기 머스킷병들.

### 클라우제비츠와 조미니

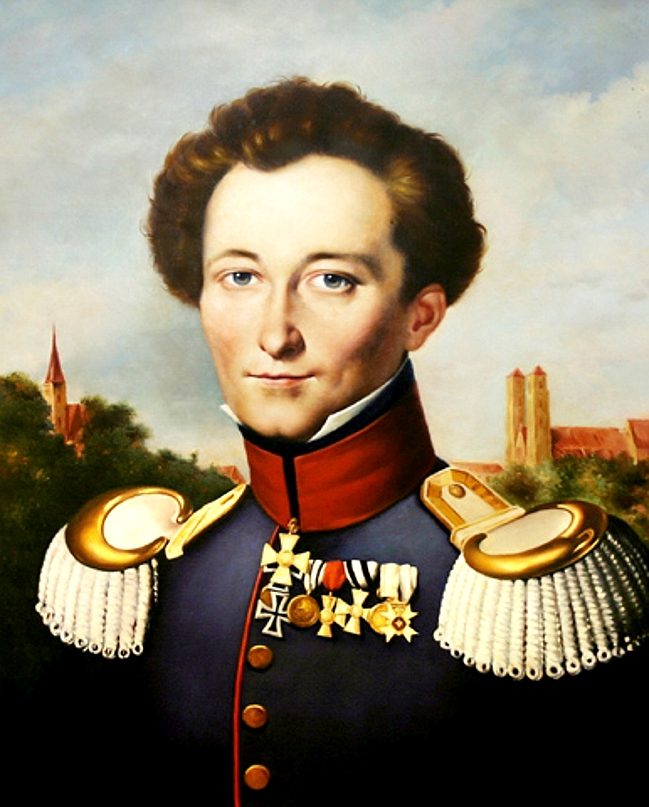
카를 폰 클라우제비츠

클라우제비츠의 전쟁론은 정치적, 군사적 리더십을 다루는 전략에 대한 유명한 참고 자료가 되었다. 그의 가장 유명한 주장은 다음과 같다.
"전쟁은 단순한 정치 행위가 아니라, 다른 수단으로 정책을 계속하는 실제적인 정치 도구이다."
클라우제비츠는 전쟁을 무엇보다도 정치적 행위로 보았으며, 따라서 모든 전략의 목적은 국가가 달성하고자 하는 정치적 목표를 달성하는 것이라고 주장했다. 이와 같이 클라우제비츠는 전쟁이 "다른 수단으로 정치를 계속하는 것"이라고 유명하게 주장했다. 클라우제비츠와 조미니는 미군 장병들에게 널리 읽히고 있다.

### 전간기
기술 변화는 전략에 엄청난 영향을 미쳤지만 리더십에는 거의 영향을 미치지 않았다. 전신과 이후 라디오의 사용, 그리고 개선된 교통은 많은 수의 병력의 신속한 이동을 가능하게 했다. 독일의 기동전의 주요 원동력 중 하나는 모든 전차에 무전기를 사용한 것이었다. 그러나 한 장교가 효과적으로 통제할 수 있는 병력의 수는 오히려 감소했다. 군대 규모의 증가는 장교 수의 증가로 이어졌다. 미군에서 장교 계급이 실제로 늘어났지만, 독일군에서는 장교 대 총 병력 비율이 일정하게 유지되었다.

### 제2차 세계 대전
전간기 독일의 주요 전략 목표는 독일을 유럽의 강대국으로 재건하고 1919년 베르사유 조약을 완전히 무효화하는 것이었다. 아돌프 히틀러와 나치당이 1933년 집권한 후, 독일의 정치적 목표에는 게르만 "인종"을 위한 레벤스라움("생활 공간")의 축적과 나치즘의 정치적 경쟁자로서의 공산주의 제거도 포함되었다. 유럽 유대인의 파괴는 엄밀히 말하면 전략적 목표는 아니었지만, 독일이 식민지화할 수 있는 인구 없는 동부 지역을 위한 게네랄플란 오스트와 특히 독일이 지배하는 유럽의 비전과 연결된 나치 정권의 정치적 목표였다.

### 냉전
냉전 시대 소련의 전략은 어떤 대가를 치르더라도 러시아 영토에 대한 침략 재발을 막으려는 열망에 지배되었다. 소련은 명목상 핵무기 선제 사용 금지 정책을 채택했지만, 실제로는 경고 시 발사 태세였다. 그 외에도 소련은 다음 기간으로 나뉜 NATO 전략 정책의 지배적인 변화에 어느 정도 적응했다:

- 대규모 보복 전략(1950년대)(러시아어: стратегия массированного возмездия)
- 유연한 대응 전략(1960년대)(러시아어: стратегия гибкого реагирования)
- 현실적인 위협 및 억제 전략(1970년대)(러시아어: стратегия реалистического устрашения или сдерживания)
- 직접 대결 전략(1980년대)(러시아어: стратегия прямого противоборства) 이 전략의 요소 중 하나는 새로운 고효율 고정밀 표적 무기였다.
- 전략방위구상(일명 "스타워즈") 1980년대 개발 당시 (러시아어: стратегическая оборонная инициатива – СОИ) 이는 방어 억제를 기반으로 한 전략 교리의 핵심 부분이 되었다.

NATO와 바르샤바 조약 기구 간의 전면적인 핵 3차 세계 대전은 발생하지 않았다. 미국은 최근(2010년 4월) 핵무기의 목적을 핵 공격을 저지하거나 대응하는 "주요" 또는 "근본적"인 것으로 기술하는 새로운 핵 정책 접근 방식을 인정했다.

### 탈냉전 시대
탈냉전 시대의 전략은 전 세계적인 지정학적 상황에 의해 형성된다. 여러 강력한 세력들이 다극적인 배열을 이루고 있으며, 이는 초강대국 지위를 가진 미국이 지배하고 있다고 볼 수 있다.
자신이 압도적으로 또는 일시적으로 열세하다고 여기는 분쟁 당사자들은 "웅크리기" 전략을 채택할 수 있다. 1991년 이라크 또는 1999년 유고슬라비아를 보라.
오늘날 주요 군대는 대개 "지난 전쟁"(이전 전쟁)을 치르도록 구축되었으므로, 이러한 병력을 지원하거나 준비하기 위해 설계된 공군과 해군의 지원을 받는 거대한 기갑 및 재래식 보병 편제를 갖추고 있다.

### 넷워
비대칭전의 주요 요점은 알카이다와 같은 준군사 조직의 특성으로, 이들은 유격 군사 작전에 참여하지만 군사 및 정치 전략을 정의하는 중앙 권한을 가진 전통적인 조직은 아니다. 알카이다와 같은 조직은 중앙 조정이 없는 드문드문한 그룹 네트워크로 존재할 수 있으므로 표준 전략적 접근 방식으로는 대처하기 더 어렵다. 이러한 새로운 전략적 사고 분야는 현재 넷워로 정의되는 것으로 다루어진다.

## 같이 보기
- 초한전(超限战/超限戰, en:Unrestricted Warfare) - 수단과 방법을 가리지 않는 중국공산당의 하이브리드 군사 전략
- 전쟁
- 전략
- 전술
- 세계 제패 전략
- 기계화 보병
- 군사 전략 목록

## 참고 문헌
- Gartner, Scott Sigmund, Strategic Assessment in War, Yale University Press, 1999.